# هندوكوش
هندكوش أو هندو كوش, (فارسي: هندوکش, سنسكريتي: हिन्दु कुश) هي سلسلة جبال في أفغانستان وشمال غرب باكستان. تعتبر سلسلة جبال هندوكوش الامتداد الغربي الأقصى لجبال بامير وكاراكورام والهيمالايا.
يبلغ ارتفاع جبال هندوكوش 7960 م عن سطح البحر عند أعلى قممه والتي تسمى ترتش مير. تتميز جبال هندوكوش بأنها جبال قاحلة لكن ينبع منها عدة أنهار مثل نهر كابل وهيرمند.و هندوكوش أصل الكلمة هم الكوش الكوشان kush المتاخمين للهند والكوش هم من حضارة السال الأولى من جبال الهملايا ولهم بلاد واسعه تمتد من جبال نهر سيحون امودریا إلى جبال الهملايا في الجنوب وهندوكوش أي بلاد الكوش الهندية وهم الكوش الكوشان kush .

## التسمية
اختلف حول أصل تسمية جبال هندوكوش وتاريخها. لكن الرحالة المسلم ابن بطوطة ذكر في رحلاته أن اسم هندوكوش يعني قاتل الهنود حيث أن هذه الجبال كانت تستخدم كممر لجلب العبيد من الهند لكن العديد منهم كان يلقى حتفه في الطريق بسبب اختلاف المناخ عليهم وبرودة الجو الشديدة.